# Ramo de Saxe-Coburgo e Bragança
O Ramo de Saxe-Coburgo e Bragança constitui um dos ramos da Família Imperial Brasileira. Tendo como sua origem o casamento da princesa Leopoldina do Brasil, com o príncipe Luís Augusto de Saxe-Coburgo-Gota.

## História

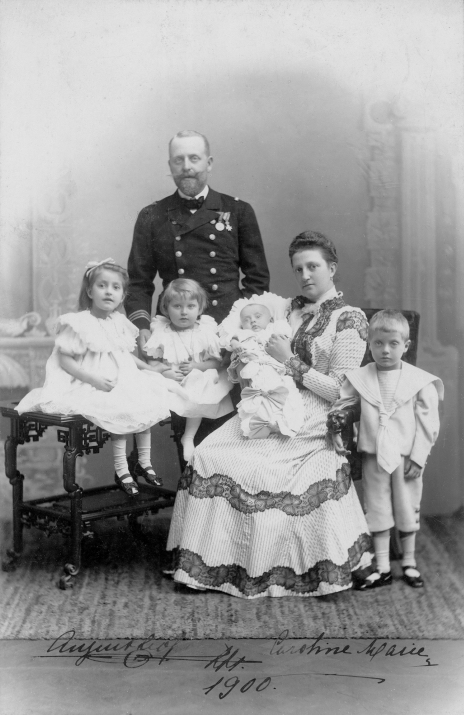
Família de Saxe-Coburgo e Bragança em 1900

O ramo teve origem com o casamento da princesa D. Leopoldina do Brasil, filha do imperador D. Pedro II do Brasil, com o príncipe Luís Augusto de Saxe-Coburgo-Gota, celebrado em 15 de dezembro de 1864. Um Brasil com a linhagem de Saxe-Coburgo-Gota fazia parte da estratégia da Duquesa de Kent para conseguir mais influência e oferecer uma aliança com o país. Desta união foram gerados quatro filhos; entretanto, somente os dois mais velhos, Pedro Augusto e Augusto Leopoldo, permaneceram com a nacionalidade brasileira. Pedro Augusto não teve descendência e passou a chefia do ramo aos descendentes de seu irmão, que já era falecido quando D. Pedro Augusto morreu.
Augusto Leopoldo, exilado em Viena, Império Austro-Húngaro, casou-se em 1894 com a arquiduquesa Carolina da Áustria-Toscana, neta do Grão-Duque Leopoldo II de Toscana. Dessa união, nasceram oito filhos, dos quais a princesa Teresa Cristina (nascida em 1902) foi a única que permaneceu com a nacionalidade brasileira, bem como seus filhos.

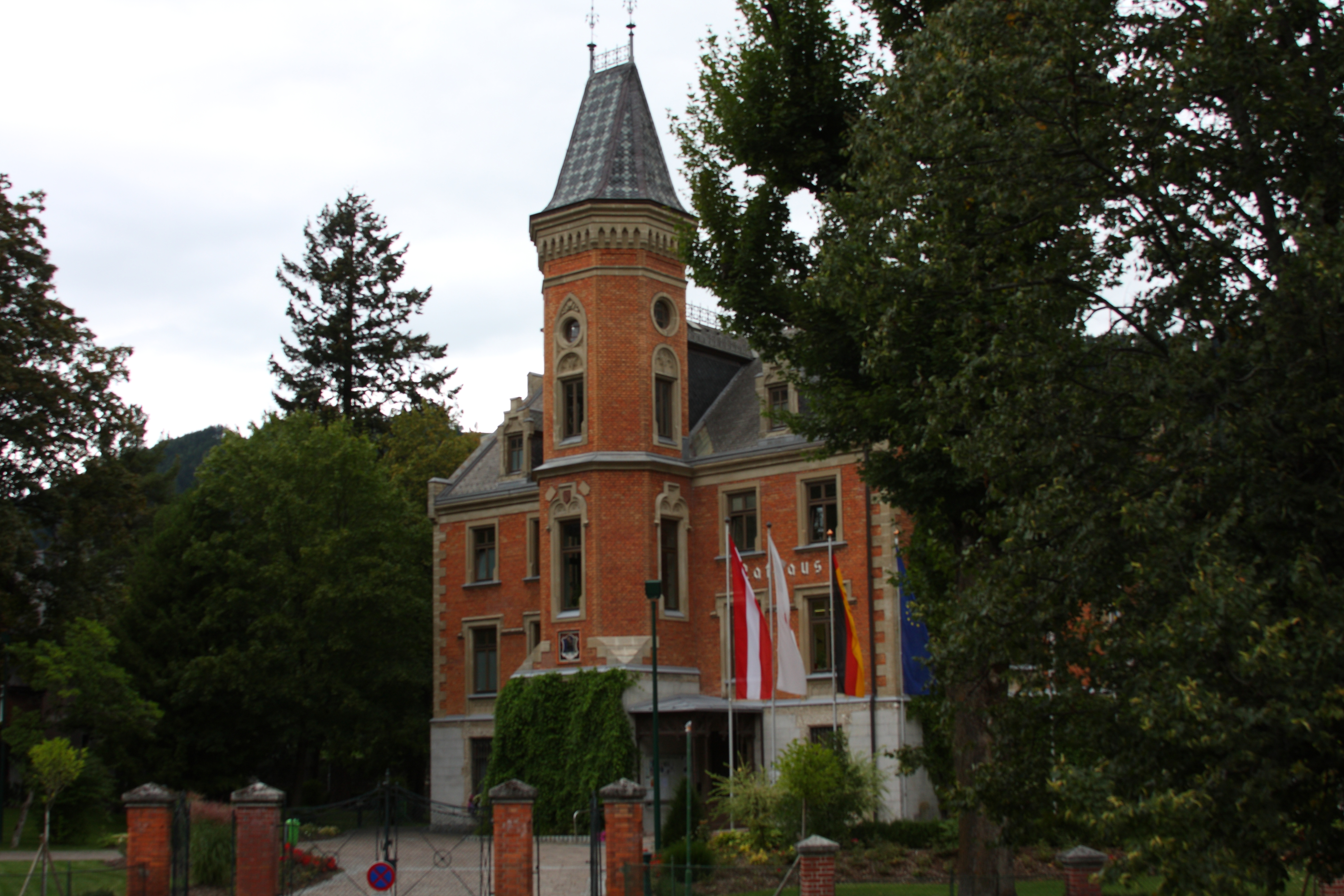
Castelo de Schladming na Áustria, residência no exílio da família até 1940

Teresa Cristina casou-se em Salzburgo com o barão Lamoral Taxis de Bordogna e Valnigra, radicado na Itália e pertencente à família principesca de Thurn e Taxis. O barão permitiu que seus filhos fossem registrados como brasileiros, para que pudessem permanecer na linha sucessória dos Braganças brasileiros. Esse casal deixou como herdeiro de seus nomes e tradições Carlos Tasso de Saxe-Coburgo e Bragança.

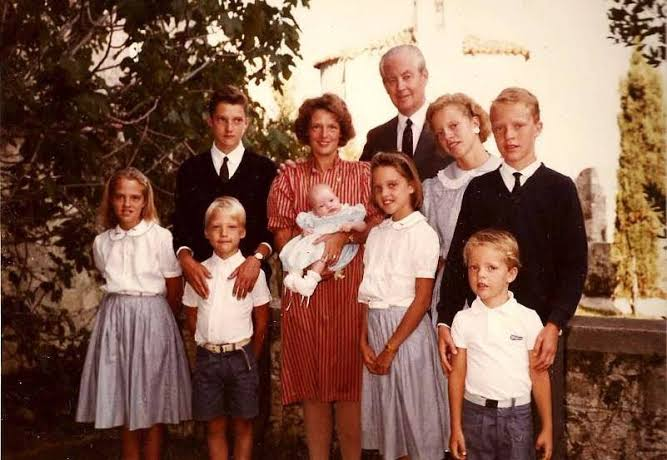
Família Saxe-Coburgo e Bragança em 1985

Entre os membros deste ramo não se mentém a dignidade de Dom, pelas regras nobiliárquicas luso-brasileiras, tal título não é transmitido pela via materna, no caso D. Leopoldina. Entretanto, após a morte de Dona Leopoldina, seus dois primeiros filhos, Pedro Augusto e Augusto Leopoldo, foram levados ao Brasil para serem criados como herdeiros do trono imperial brasileiro, haja vista a dificuldade da princesa imperial, D. Isabel, para gerar filhos. Os príncipes Augusto Leopoldo e Pedro Augusto receberam o tratamento de Alteza e de Dom, sendo, para todos os efeitos, príncipes do Brasil. Entretanto, tal condição fragilizou-se com o nascimento de D. Pedro de Alcântara de Orléans e Bragança, primogênito de D. Isabel e do conde d'Eu, e de seus irmãos.

## Chefes do ramo de Saxe-Coburgo e Bragança
1. Leopoldina de Bragança (1847–1871). Filha do imperador D. Pedro II e da imperatriz D. Teresa Cristina.
2. Pedro Augusto de Saxe-Coburgo e Bragança (1871–1934). Filho mais velho de Leopoldina e do príncipe Luís Augusto de Saxe-Coburgo-Gota.
3. Teresa Cristina de Saxe-Coburgo e Bragança (1934–1990). Filha de Augusto Leopoldo e da arquiduquesa Carolina de Áustria-Toscana.
4. Carlos Tasso de Saxe-Coburgo e Bragança (1990–). Filho de Teresa Cristina e do barão Lamoral Taxis de Bordogna e Valnigra.

## Lista de membros notáveis
| - Augusto Leopoldo de Saxe-Coburgo e Bragança - Carlos Tasso de Saxe-Coburgo e Bragança - Leopoldina de Bragança - Luís Augusto de Saxe-Coburgo-Gota - Filipe de Saxe-Coburgo e Bragança | - Luís Gastão de Saxe-Coburgo-Gota - Pedro Augusto de Saxe-Coburgo e Bragança - José Fernando de Saxe-Coburgo-Gota - Rainer de Saxe-Coburgo e Bragança - Teresa Cristina de Saxe-Coburgo e Bragança |